# تپه ده‌شمس ۱
تپه ده شمس ۱ مربوط به هزاره اول و ۲ قبل از میلاد است و در شهرستان اشنویه، بخش نالوس، دهستان اشنویه جنوبی، روستای ده شمس واقع شده و این اثر در تاریخ ۲۸ شهریور ۱۳۸۶ با شمارهٔ ثبت ۱۹۵۸۹ به‌عنوان یکی از آثار ملی ایران به ثبت رسیده است.